# Urogonimus certhiae
Urogonimus certhiae är en plattmaskart. Urogonimus certhiae ingår i släktet Urogonimus och familjen Leucochloridiidae. Inga underarter finns listade i Catalogue of Life.